# Claudia Drake
Claudia Drake, nata Olga Gloria Fishbine (Los Angeles, 30 gennaio 1918 – Los Angeles, 19 ottobre 1997), è stata un'attrice statunitense.

## Filmografia parziale
- Enemy of Women, regia di Alfred Zeisler (1944)
- Detour - Deviazione per l'inferno (Detour), regia di Edgar G. Ulmer (1945)
- The Lady Confesses, regia di Sam Newfield (1945)
- The Face of Marble, regia di William Beaudine (1946)